# 宋名臣言行錄
《宋名臣言行錄》共七十五卷，由南宋朱熹、李幼武所編，朱熹撰前集十卷，後集十四卷，共二十四卷。李幼武撰續集八卷、別集二十六卷、外集十七卷，共五十一卷。該書彙編了散見於筆記、碑傳、行狀中的宋代重要人物的事蹟，共收入北宋以及南宋人物225人。今印行的前集，其原書名為《五朝名臣言行錄》，後集為《三朝名臣言行錄》，二書並稱為《八朝名臣言行錄》。若不包含附傳的人物，收入的北宋人物共97人，前集收入55人，後集收入42人。

## 成書經過
《八朝名臣言行錄》初稿完成於南宋孝宗乾道八年（1172年），不久刻書於建陽。
朱熹於本書自敘：「予讀近代文集及記事之書，觀其所載國朝名臣言行之迹，多有補於世教者。然以其散出而無統也，既莫究其始終表裏之全，而又汨於虛浮怪誕之說，予常病之。於是掇取其要，聚為此錄，以便記覽。尚恨書籍不備，多所遺闕，嗣有所得，當續書之。」故朱熹編此書，其目的在於整理散亂而不統一的史料，將北宋名臣的事迹中可信的部分保留下來，而非摻入一家之言，故書中不見他個人的評論。該書的作用，除了作為可信的史料外，亦可作為後世君臣的借鏡。

## 編輯體例
- 收入的名臣根據其侍奉的北宋各朝依序排列下來，該書一共有八朝，朱熹先後分編五朝與三朝。五朝為宋太祖、太宗、真宗、仁宗和英宗，三朝為神宗、哲宗和徽宗，北宋九朝獨缺欽宗這一朝。
- 此書名雖然取名為《八朝名臣言行錄》，但其實也順便收羅了不少北宋皇帝的言行，以及旁錄了一些小人、奸臣的言行，有正面也有負面，皆可以做為對後人的警惕。
- 對於所有名臣事迹所摘錄的史料，朱熹皆會一一註明原始出處。而引用來源的作者大多在當時為北宋朝廷任官的名臣，故所記載之事多為親眼所見、親耳所聞。如司馬光著《涑水記聞》、曾鞏《隆平集》。
- 《八朝名臣言行錄》所附註文，除引自他書提供補充說明外，兼有資料比對、校勘訛誤之功。正式成書前，註文曾歷多次更動、增補，部分為朱熹與門人討論後所定。
- 《宋名臣言行錄》的前集、後集，為李衡校勘、刪節《八朝名臣言行錄》後的版本，雖然體例變動不大，但正文、註文卻大幅度縮減，甚至誤校，亦有註文混入正文的情形[2]。
- 南宋以後，不斷有人模仿《八朝名臣言行錄》的體例。如元．蘇天爵《元朝名臣事略》[3]、清．沈佳《明儒言行錄》[4]、明．徐咸《近代名臣言行錄》、清．朱桓《歷代名臣言行錄》等。

## 流傳版本
- 四庫本、文海本，為李衡大量刪節朱熹《八朝名臣言行錄》後的校正本，李幼武據此本連同自輯的三種著作合刻進去，名為《皇朝名臣言行錄》（宋亡後稱《宋名臣言行錄》），成書之後此版本逐漸取代原本在民間廣為流傳。
- 四部叢刊影印宋本，宋末已不多見，為朱熹《八朝名臣言行錄》的原本[5]。雖然有極少部分缺葉，但可從四庫本、文海本補入。故四部叢刊本為現今新校標點本主要依據的版本，是目前最佳的版本。

## 爭議
- 後世對編撰宗旨的解讀不一：該書所收錄的人物為多數為當時的名臣，但有若干人物在後世較具爭議性，被認為不該收入進去，如王安石、趙普、呂惠卿等人行事風格接近小人，則受到《四庫全書總目》提要的質疑。[6][7]然而，有些學者認為朱熹編此書著重的是嚴謹的史學態度，而「有補於世教」乃其次，況且這些人物對國家社稷並非毫無建樹，且對當時的政壇具有相當的影響力，亦符合名臣的條件，故被收入書中並沒有不合理。[8][9]
- 成書之後的第二年，即受到友人呂祖謙的責難，乃為先人呂夷簡勸宋仁宗廢郭后一事爭辨，認為朱熹所根據的史料來源是有問題的書。朱熹回信表示會再修訂內容[10]。私下卻對人表示曾見過《涑水記聞》原稿，所以相信沒有被司馬光的家人補入，所以堅持保留這段史料而不刪去。[11]

## 人物列表

### 前集
- 趙普
- 曹彬
- 范質
- 竇儀
- 李昉
- 呂蒙正
- 張齊賢
- 呂端
- 錢若水
- 李沆
- 王旦
- 向敏中
- 陳恕
- 張詠
- 馬知節
- 曹瑋
- 畢士安
- 寇準
- 高瓊
- 楊億
- 王曙
- 王曾
- 李迪
- 魯宗道
- 薛奎
- 蔡齊
- 呂夷簡
- 陳堯佐
- 晏殊
- 宋庠
- 韓億
- 程琳
- 杜衍
- 范仲淹
- 龐籍
- 狄青
- 吳育
- 王堯臣
- 包拯
- 王德用
- 田錫
- 王禹偁
- 孫奭
- 李及
- 孔道輔
- 尹洙
- 余靖
- 王質
- 孫甫
- 陳摶
  - 穆脩
  - 李之才
  - 魏野
  - 林逋
- 胡瑗
- 孫復
- 石介
- 蘇洵

### 後集
- 韓琦
- 富弼
- 歐陽脩
- 文彥博
- 趙概
- 吳奎
- 張方平
- 胡宿
- 蔡襄
- 王素
- 劉敞
- 唐介
- 趙抃
- 呂誨
- 彭思永
- 范鎮
- 曾公亮
- 王安石
- 司馬光
  - 司馬康
- 呂公著
  - 呂希哲
- 曾鞏
- 曾肇
- 蘇軾
- 蘇轍
- 韓絳
- 韓維
- 傅堯俞
- 彭汝礪
- 范純仁
- 王存
- 蘇頌
- 劉摯
- 王巖叟
- 劉安世
- 范祖禹
- 鄒浩
- 陳瓘
- 邵雍
- 陳襄
- 劉恕
- 徐積
- 陳師道

### 續集
- 黃庭堅、任伯雨、江公望、豐稷、陳過庭、陳師錫
- 吳敏、曹輔、孫傳、許份、錢即、种師道
- 傅察、劉韐、程振、李若水
- 歐陽珣、宇文虛中
- 洪皓、張邵、朱弁
- 張叔夜、鄭驤、張克戩、向子韶
- 孫昭遠、郭永、楊邦乂
- 呂祉

### 別集
- 李邴、權邦彥、張守
- 陳康伯、范宗尹、朱倬
- 張燾、鄭瑴、滕康、王庶、沈與永、汪徹、周麟之
- 葉夢得、程瑀、王大寶
- 廖剛、胡舜陟、衛膚敏、陳公輔、陳戩
- 張闡、王縉、杜莘老、黃龜年、辛次膺
- 汪藻、綦崇禮、呂本中
- 王居正、胡寅、潘良貴
- 吴玠、吳璘
- 周葵、王庭珪、范如圭、翁蒙之
- 向子諲、向子忞、陳規
- 趙密、王德、張子蓋、李寶
- 李彥仙、趙立、魏勝
- 李綱
- 呂頤浩、朱勝非
- 張浚
- 趙鼎
- 宗澤
- 楊沂中、韓世忠
- 劉光世、張俊
- 岳飛
- 張九成、晏敦復
- 劉錡
- 李顯宗
- 劉子羽
- 胡銓

### 外集
- 周敦頤
- 程顥
- 程頤
- 張載、張戩
- 邵雍
- 呂希哲、朱光庭、劉絢、李籲、呂大鈞、呂大臨、呂大忠、蘇昞
- 謝良佐、游酢
- 楊時、劉安節
- 尹焞、張繹、馬伸、孟厚、侯仲良、周行己、王蘋、李郁
- 胡安國
- 胡宏、胡憲、劉子翬、劉勉之、李侗、朱松
- 朱熹、張拭
- 呂祖謙
- 魏挺之、劉清之
- 陸九齡、陸九淵
- 陳亮
- 蔡元定、蔡沈

## 外部連結
- 《宋名臣言行錄》四庫全書影印本（页面存档备份，存于） - 中國哲學書電子化計劃